# Ranthambhore-Nationalpark
Der Ranthambhore-Nationalpark (Hindi रणथम्भौर राष्ट्रीय अभ्यारण्य IAST Raṇathambhaura rāṣṭrīya abhyāraṇya) ist ein indischer Nationalpark im Bundesstaat Rajasthan. Seinen Namen erhielt er nach der im Nationalparkgebiet gelegenen Festung Ranthambhor aus dem 10. Jahrhundert. Das Gebiet wurde von der International Union for Conservation of Nature and Natural Resources in die Kategorie II eingestuft. Das Gebiet mit seinen wenig scheuen Tigern war eines der Vorzeigereservate des Project Tiger, doch gab es in den 1990er Jahren herbe Verluste innerhalb der Tigerpopulation durch Wilderei. Zusammen mit dem angrenzenden Kaila-Devi-Wildreservat und weiteren kleineren Schutzzonen bildet der Nationalpark das Ranthambhore-Tigerreservat.

## Lage
Er ist 282 Quadratkilometer groß und liegt im Distrikt Sawai Madhopur im Osten Rajasthans. Die nächstgelegenen großen Städte sind Kota 110 Kilometer südwestlich und Jaipur 180 Kilometer nordwestlich. Der Park liegt zwischen den Flüssen Banas und Chambal.

## Geschichte
1955 wurde das fast 400 km² große Sawai-Madhopur-Wildreservat durch die indische Regierung geschaffen. 1973 wurde das Reservat Teil des Project Tiger, das dem Schutz der indischen Tigerpopulationen dienen sollte. Ein Kerngebiet von 282 Quadratkilometern erhielt 1980 Nationalparkstatus und bildet heute zusammen mit dem Keladevi Sanctuary, dem Sawai Mansingh Sanctuary und weiteren Wäldern das Ranthambhore-Tigerreservat.

## Landschaft

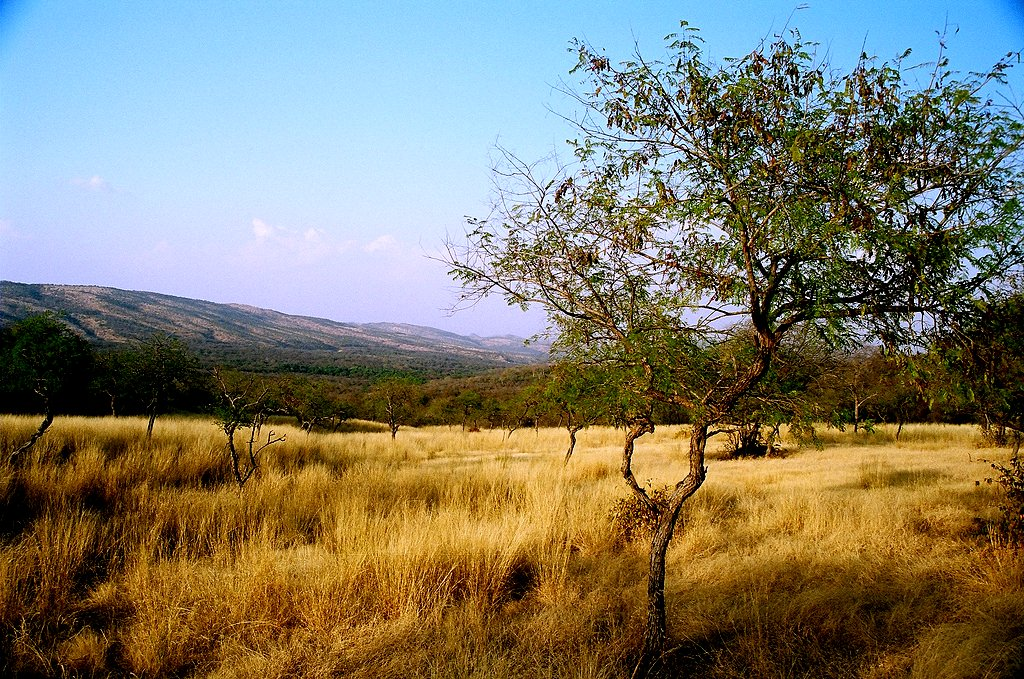
Blick auf die Aravallikette im Nationalpark

Ranthambhore liegt am östlichen Rand der Aravallikette, unweit des Vindhyagebirges. Trockene Felsgebiete, einige Seen und kleinere Wasserläufe werden vor allem von Trockenwäldern gesäumt. Die Festung Ranthambhor aus dem 10. Jahrhundert erhebt sich majestätisch über dem Schutzgebiet.

## Tierwelt

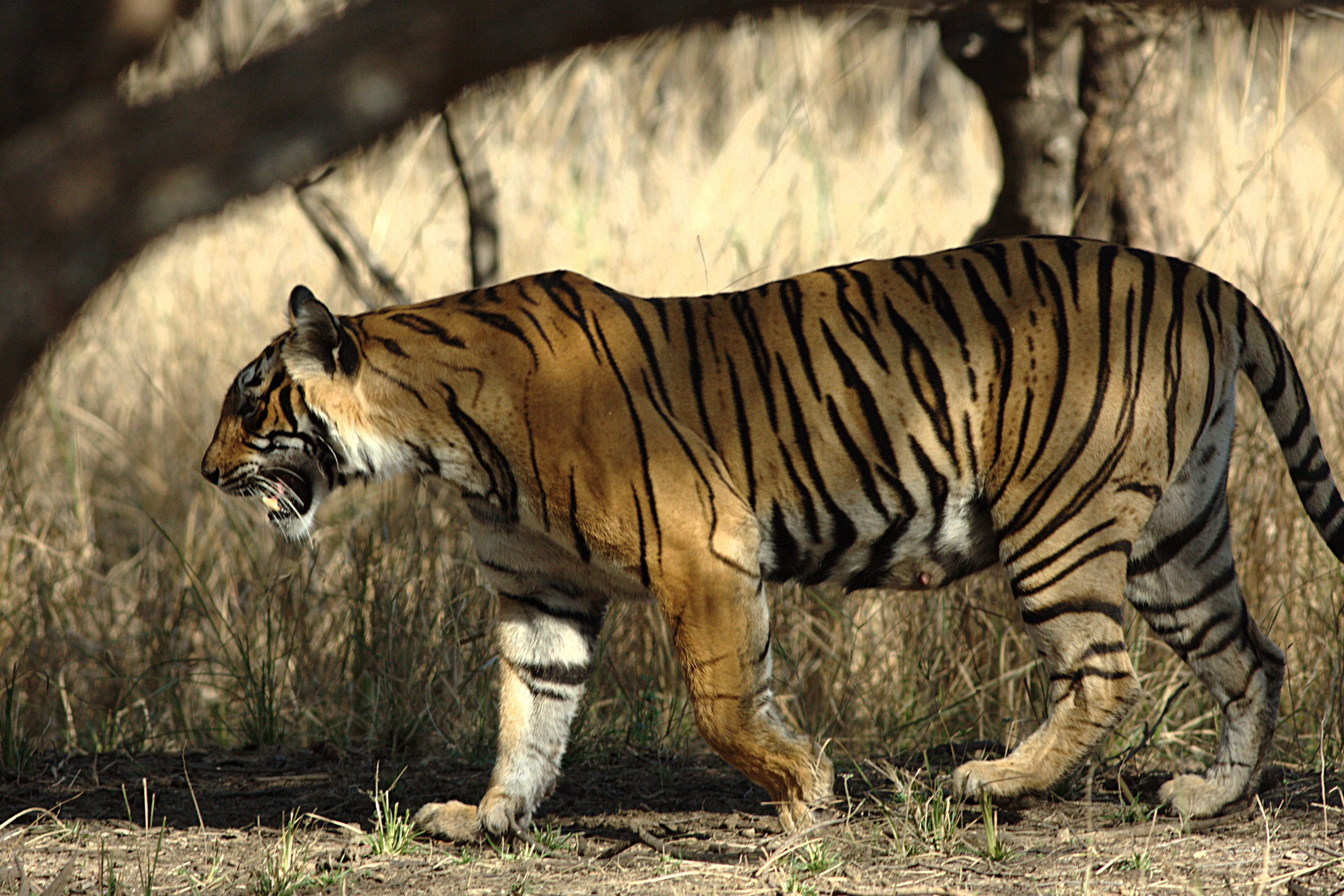
Die Tiger von Ranthambhore sind häufig auch am Tag unterwegs

Das Gebiet ist bekannt für seine Bengaltiger, die wenig scheu sind und auch bei Tage gut beobachtet werden können. Darüber hinaus ist es eines der westlichsten Vorkommen der gestreiften Großkatze überhaupt. Weitere dort lebende Raubtiere sind Indische Leoparden, Streifenhyänen, Lippenbären, Goldschakale, Honigdachse, Rohrkatzen und Kleine Mungos. An Huftieren kommen Sambarhirsche, Axishirsche, Nilgauantilopen, Vierhornantilopen, Indische Gazellen und Wildschweine vor. Daneben leben im Gebiet auch zahlreiche Vogelarten, etwa die Wanderbaumelster, die sich im Park von Touristen füttern lassen.

## Ranthambhore-Tigerreservat
Das Ranthambhore-Tigerreservat ist eines von 53 Tigerreservaten Indiens. Das Schutzgebiet umfasst den Ranthambhore-Nationalpark, das Kaila-Devi-Wildreservat und weitere kleine Einheiten. Insgesamt bedeckt es eine Fläche von 1335 km².

## Bilder

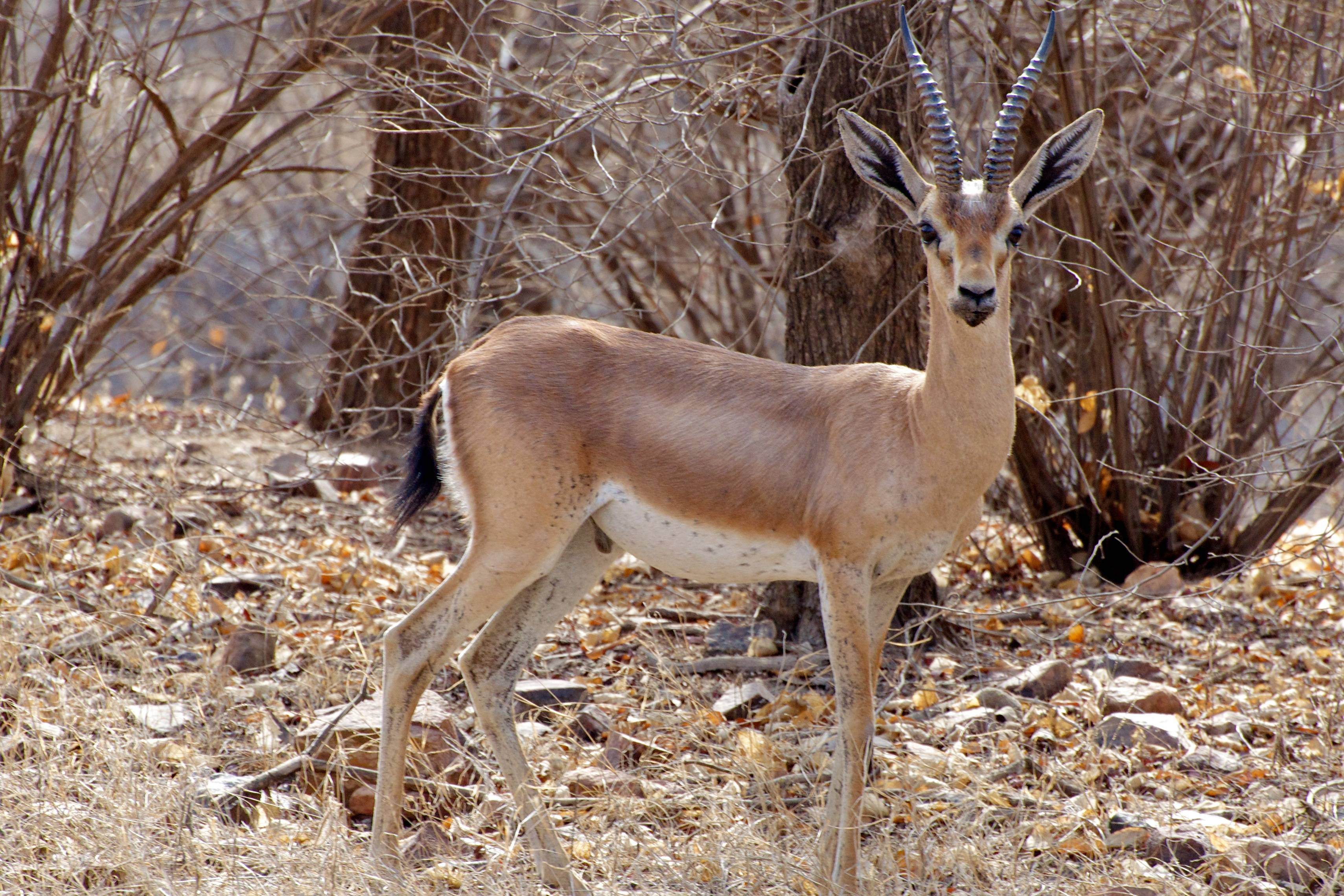
Indische Gazelle im Nationalpark
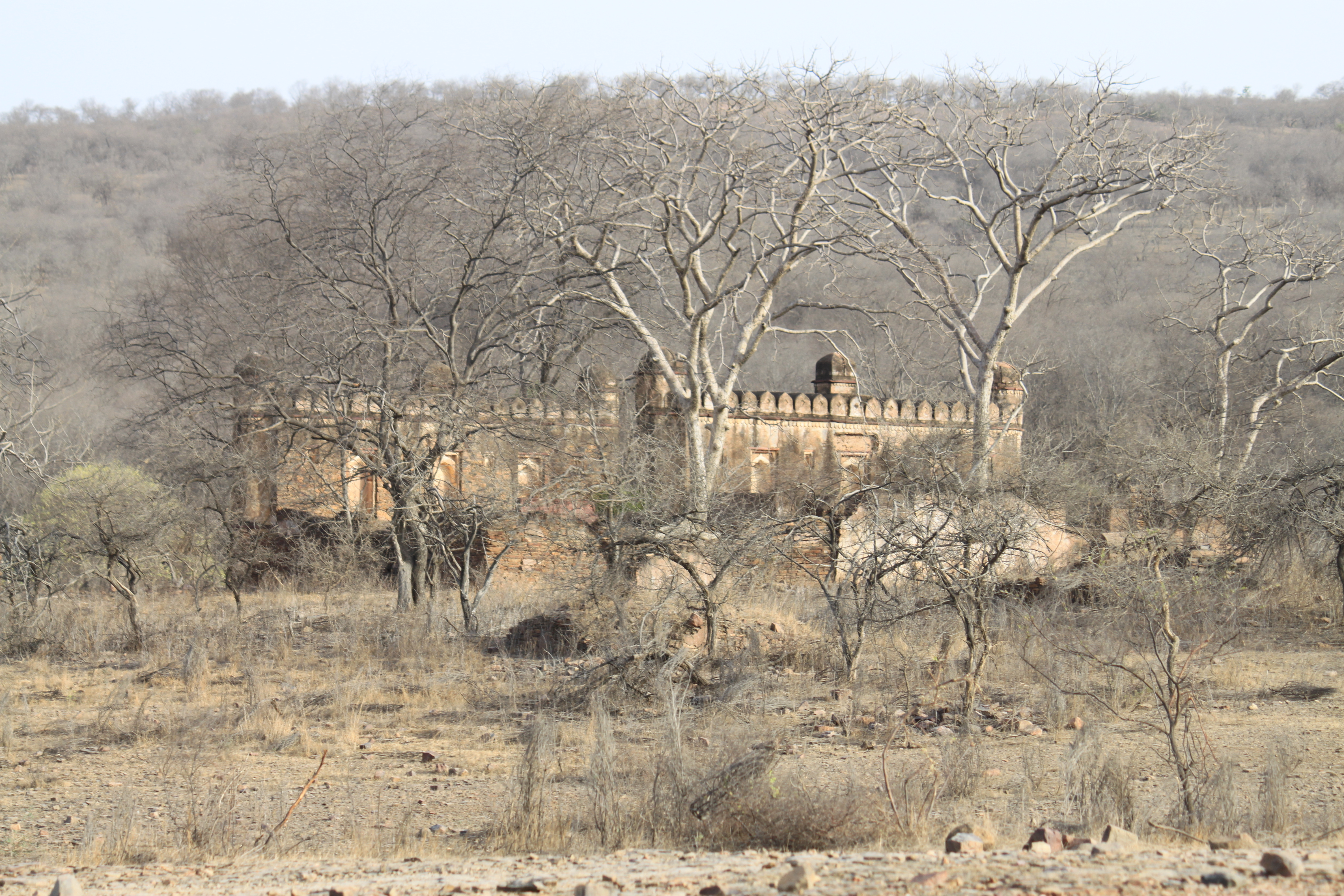
Alte Tempelanlage im Nationalpark
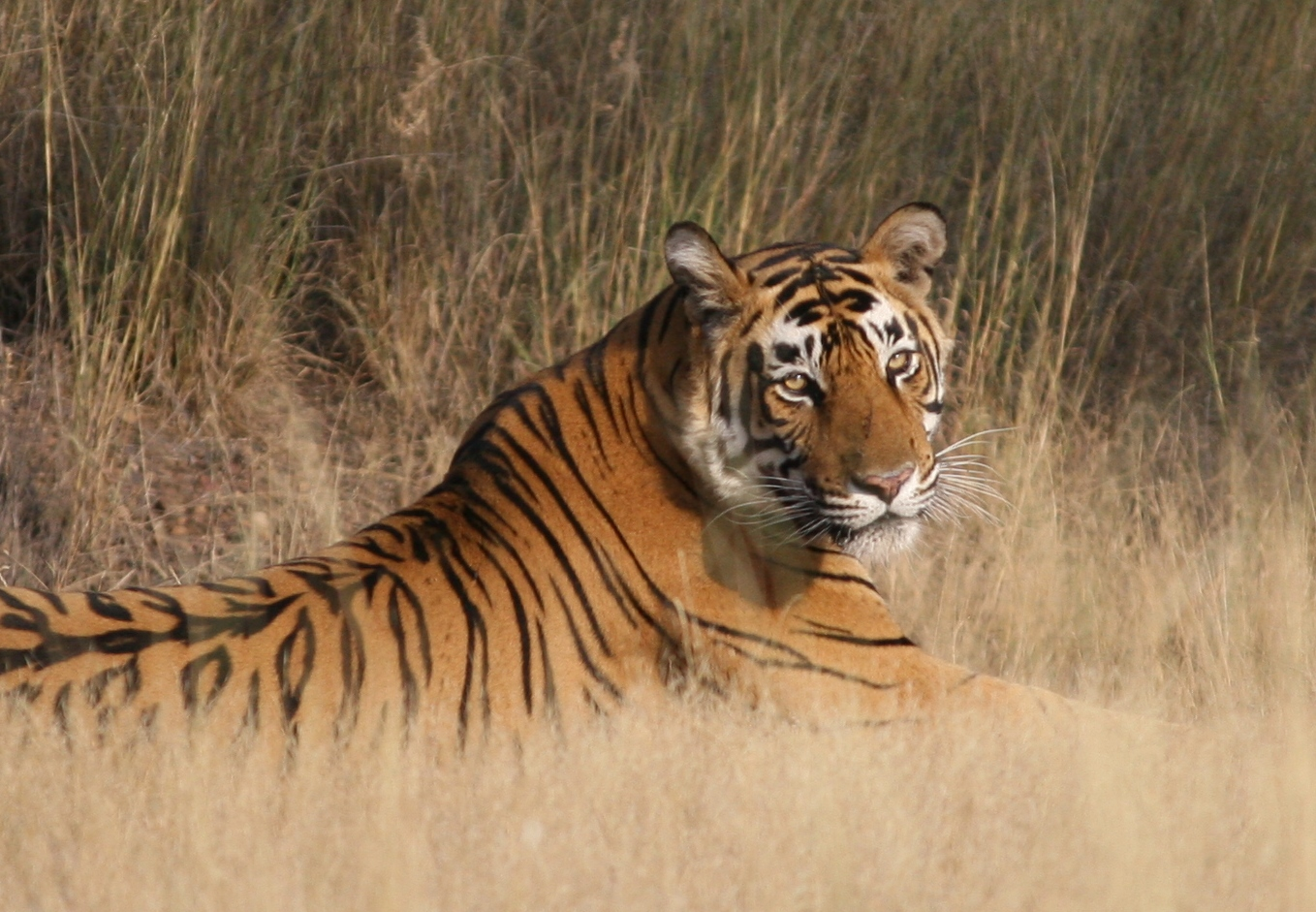
Tiger in Ranthambhore
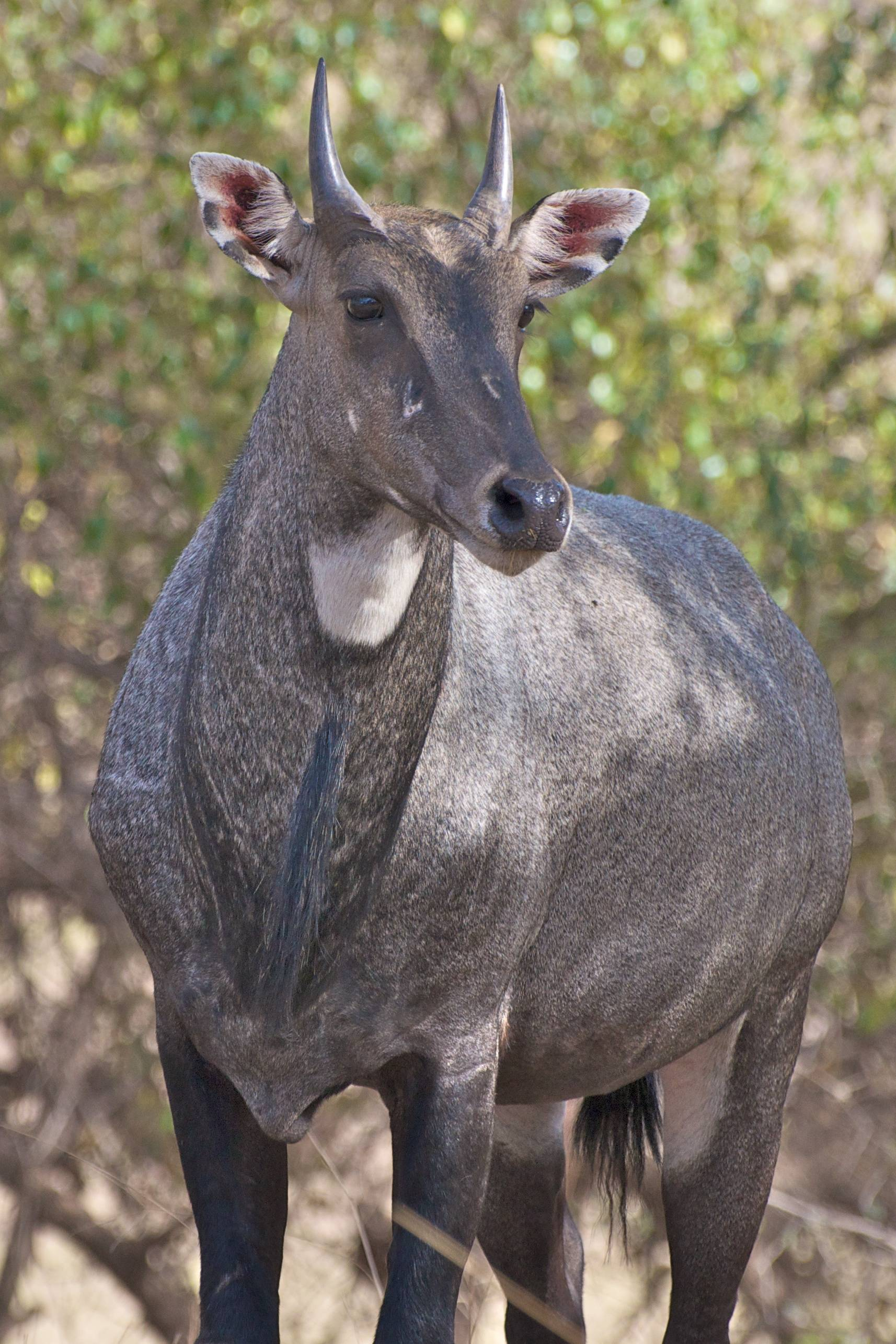
Nilgauantilope
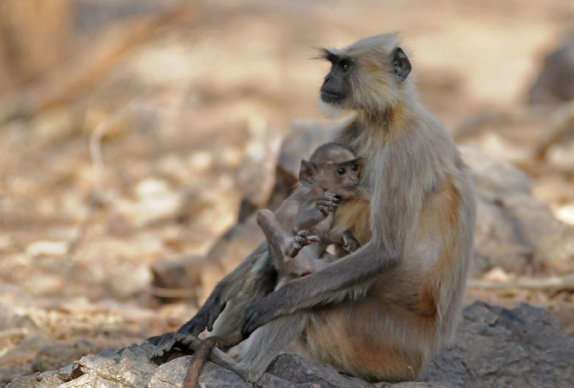
Hulmans
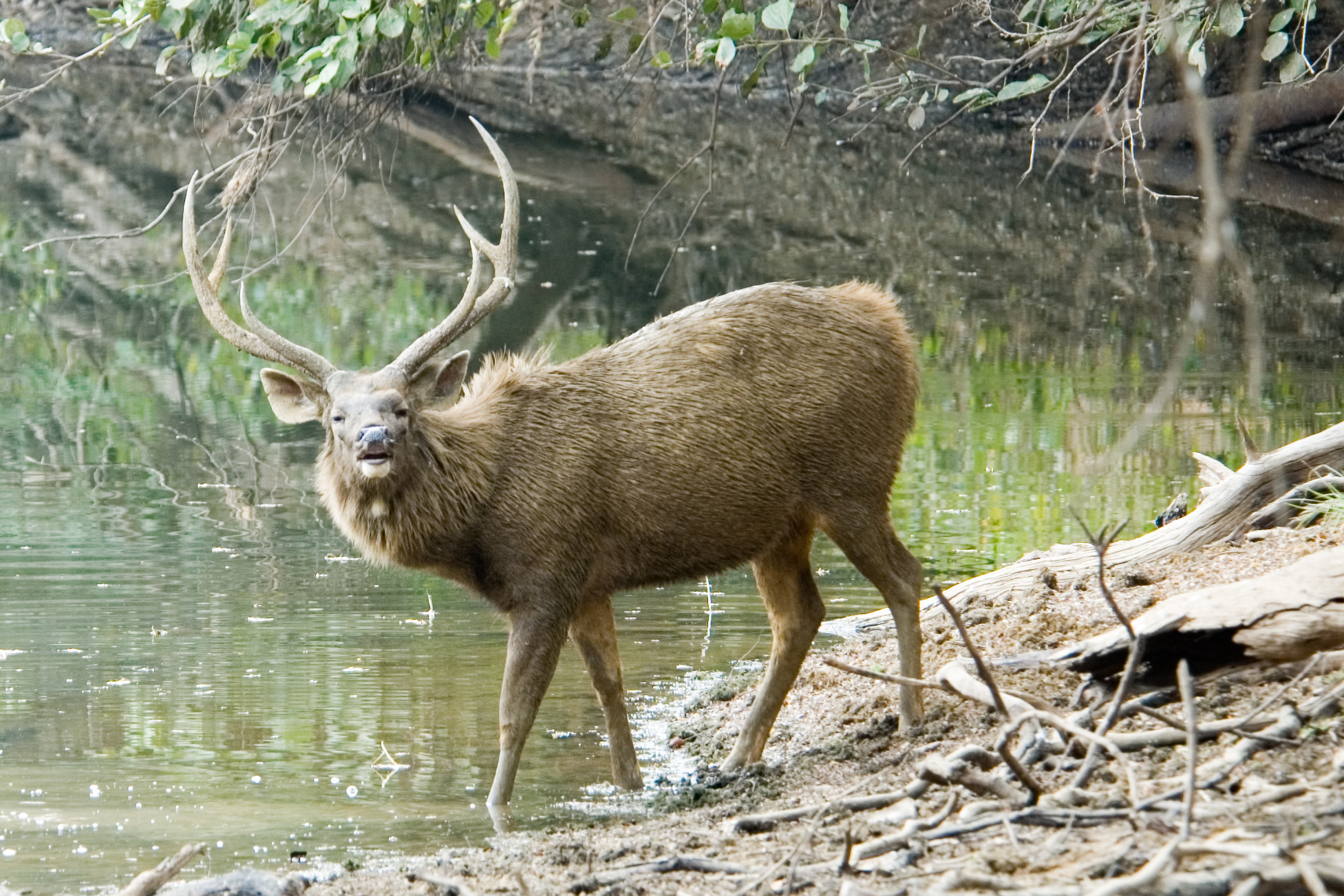
Sambarhirsch
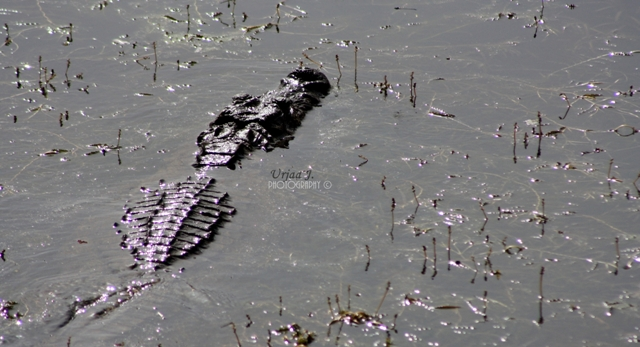
Sumpfkrokodil
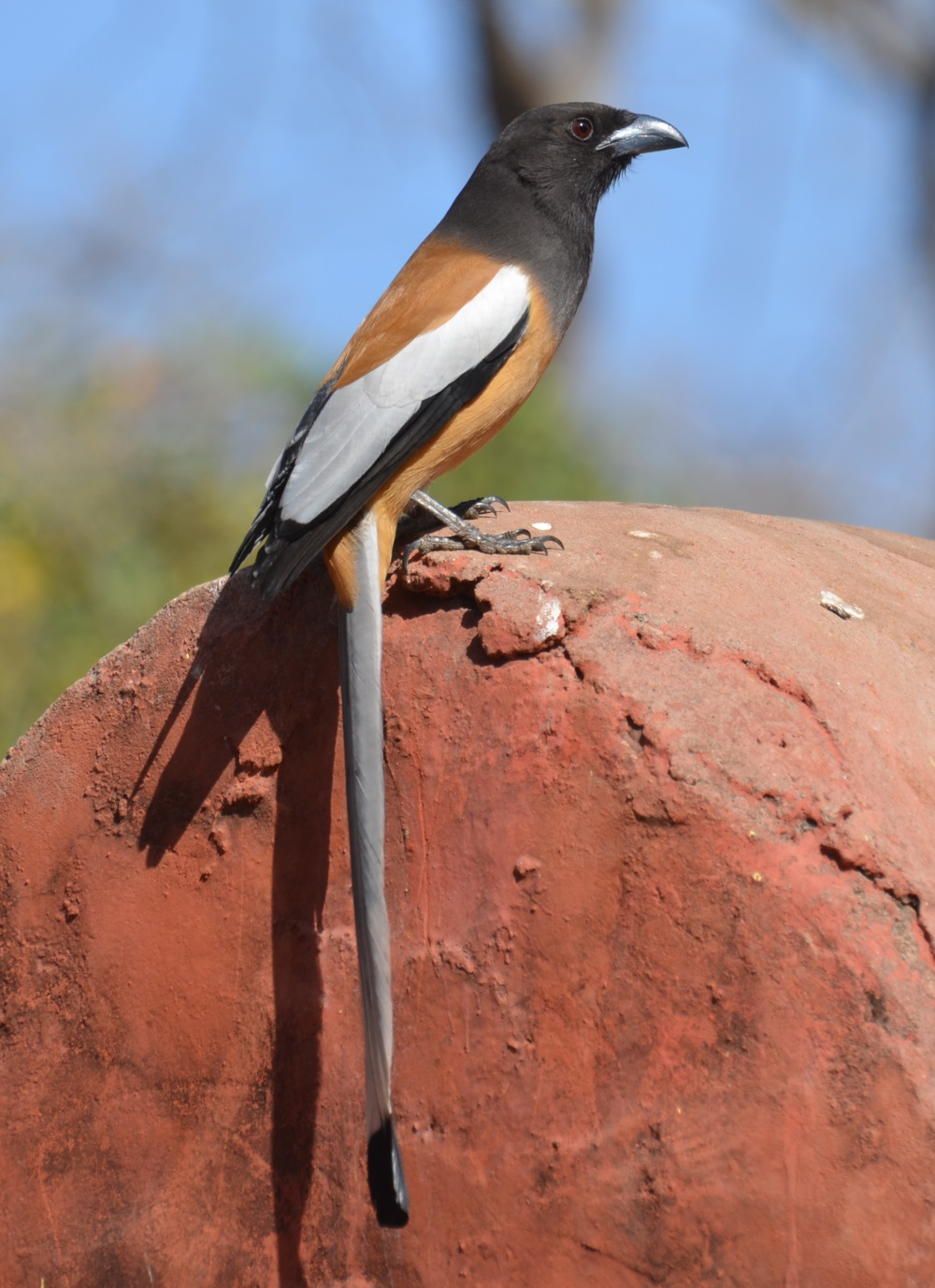
Die Wanderbaumelster ist ein häufiger Anblick im Park
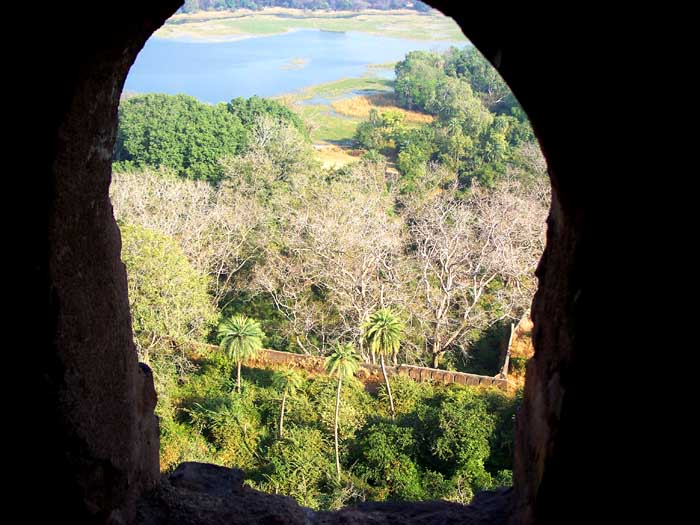
Blick auf den Ranthambhore-Nationalpark vom Fort aus
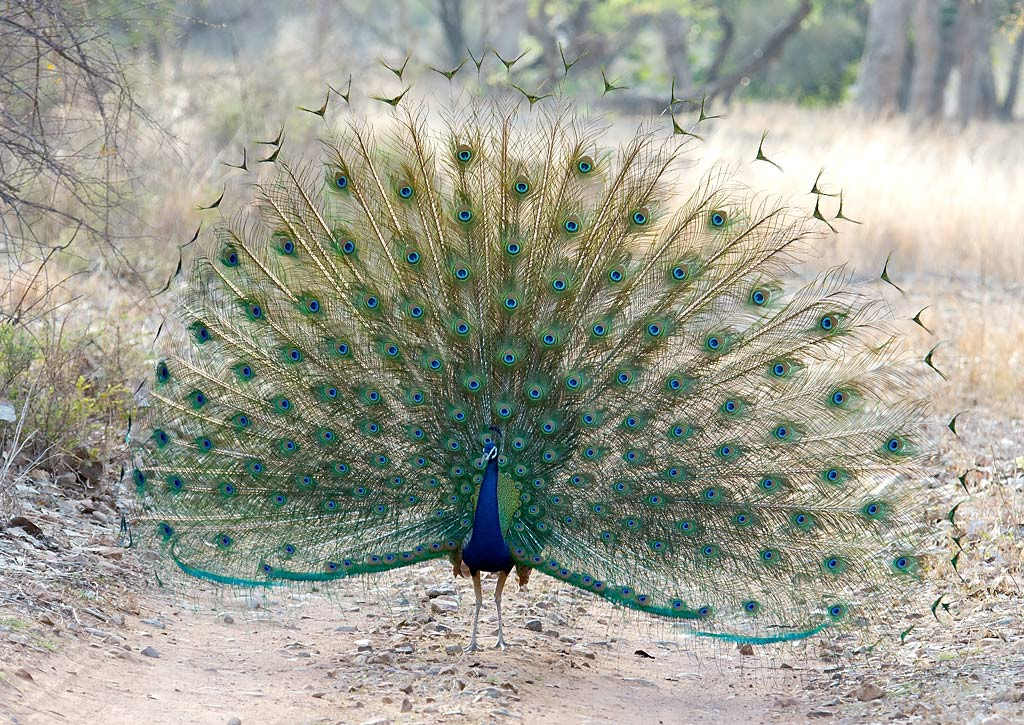
Pfau im Nationalpark
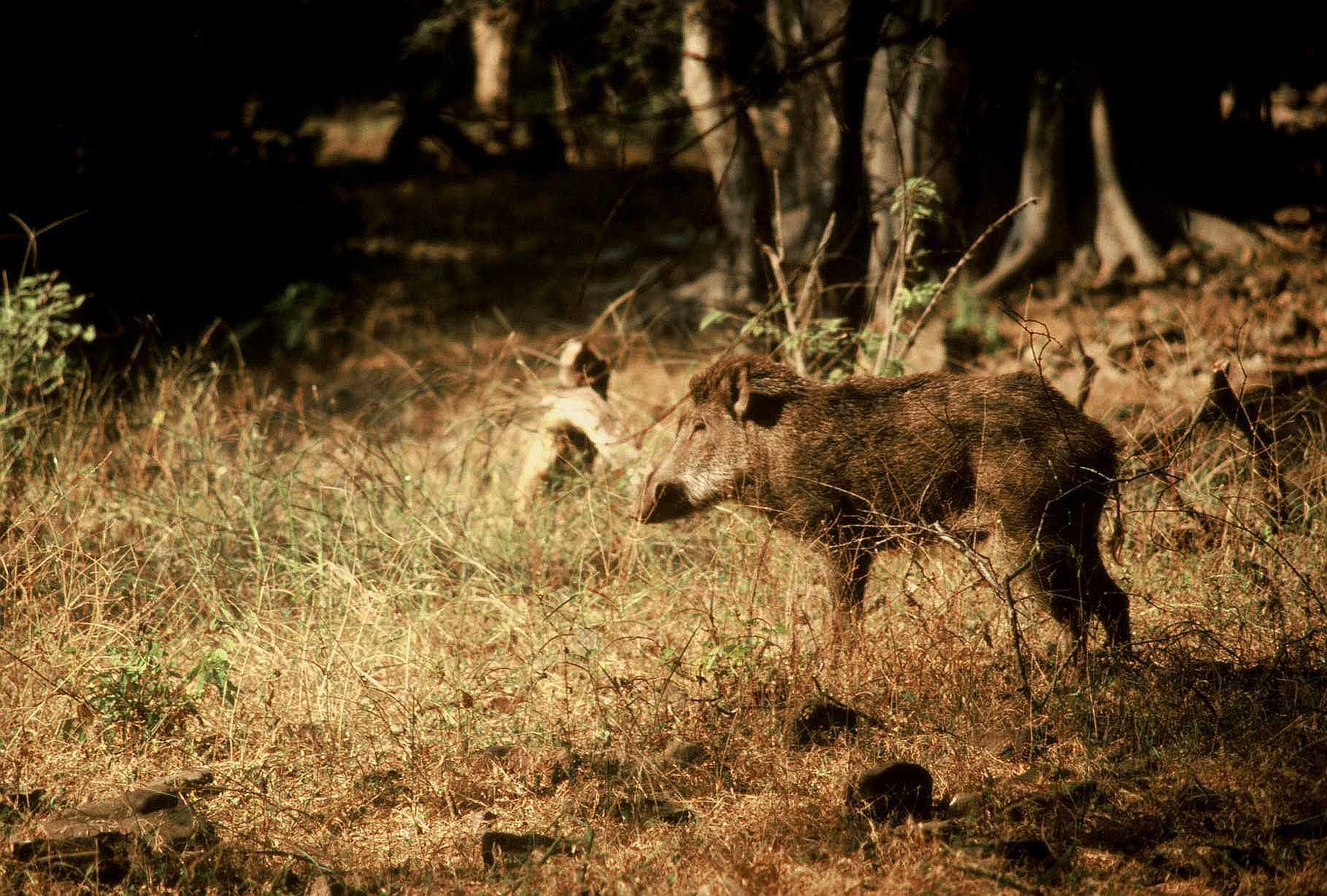
Kammwildschwein in Ranthambhore